# Miłobrat
Miłobrat – staropolskie imię męskie, złożone z członów Miło- ("miły", "miłujący") i -brat ("brat", "członek wspólnoty rodowej", "człowiek bliski"). Mogło oznaczać "tego, który miłuje swoich bliskich".
Miłobrat imieniny obchodzi 18 października.